# Hương vị muối

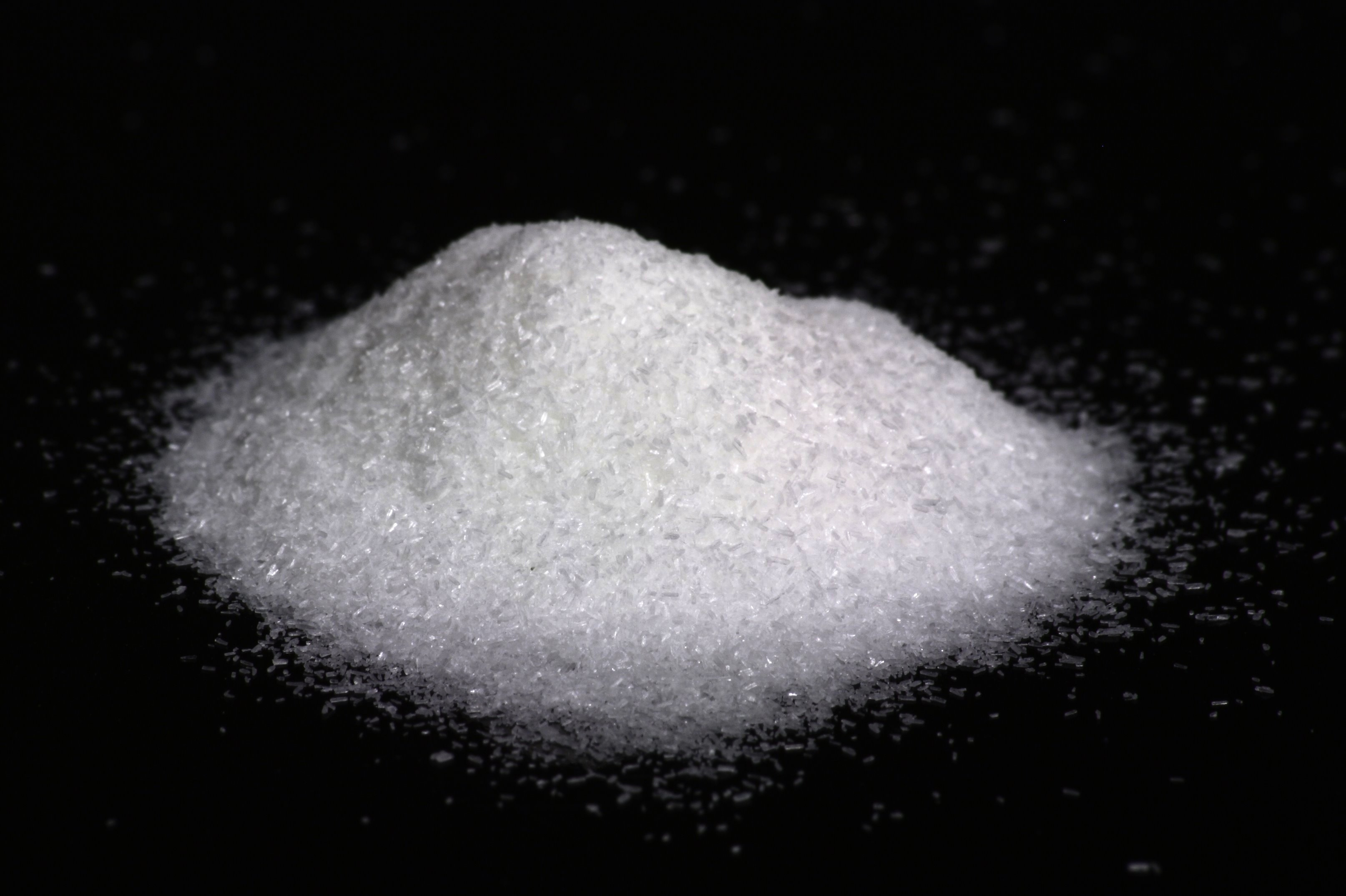
Tinh thể monosodium glutamate (MSG) tạo hương vị muối

Hương vị muối (Glutamate flavoring) là tên gọi chung cho những hợp chất tăng hương vị (hương liệu/chất điều vị) dựa trên thành phần hoá học gồm axit glutamic và muối (glutamat) của nó. Các hợp chất này tạo ra vị mặn mà, đậm đà cho thực phẩm (umami/vị ngọt thịt). Axit glutamic và glutamat là thành phần tự nhiên của nhiều loại thực phẩm lên men hoặc thực phẩm được ủ muối, bao gồm nước tương, bột đậu lên men và phô mai. Thành phần này cũng có thể được tìm thấy trong protein thủy phân như chiết xuất nấm men. Muối natri của axit glutamic, mononatri glutamat (MSG), được sản xuất trên quy mô diện rộng và được sử dụng rộng rãi trong ngành công nghiệp thực phẩm.

## Đại cương
Mặc dù thành phần vị muối này có trong nhiều loại thực phẩm tự nhiên, nhưng axit glutamic và các thành phần tạo hương vị axit amin khác không được xác định một cách khoa học cho đến đầu thế kỷ XX. Năm 1866, nhà hóa học người Đức Karl Heinrich Ritthausen đã phát hiện và xác định được hợp chất này. Năm 1907, nhà nghiên cứu người Nhật Bản Kikunae Ikeda thuộc Đại học Hoàng gia Tokyo đã xác định được các tinh thể màu nâu còn sót lại sau khi bốc hơi một lượng lớn nước dùng kombu là axit glutamic. Khi nếm thử, những tinh thể này tái tạo được hương vị khó tả nhưng không thể phủ nhận được dư vị khó quên này có trong nhiều loại thực phẩm, đặc biệt là rong biển (có hương vị biển cả). Giáo sư Ikeda đã đặt ra thuật ngữ umami (vị ngọt thịt, vị mặn mòi) cho hương vị này. Sau đó, ông đã cấp bằng sáng chế cho một phương pháp sản xuất hàng loạt muối tinh thể của axit glutamic được gọi là monosodium glutamate.
Các nghiên cứu sâu hơn về hợp chất này đã phát hiện ra rằng chỉ có đồng phân quang học L-glutamate mới có đặc tính tăng cường hương vị mặn mòi đậm đà cho thức ăn. Hiệu ứng tạo hương vị của glutamate đến từ dạng tự do của nó, trong đó nó không liên kết với các axit amin khác trong protein. Tuy nhiên, bản thân glutamate không tạo ra vị vị ngọt thịt đậm đà. Việc trộn glutamate với nucleotide inosine-5'-monophosphate (IMP) hoặc guanosine-5'-monophosphate (GMP) làm tăng vị umami. T1R1 và T1R3 chủ yếu phản ứng với hỗn hợp glutamate và nucleotide. Trong khi nghiên cứu đã chỉ ra rằng sự hiệp đồng này xảy ra ở một số loài động vật với các axit amin khác, các nghiên cứu về thụ thể vị giác của con người cho thấy phản ứng tương tự chỉ xảy ra giữa glutamate và các nucleotide đã chọn. Hơn nữa, natri trong mononatri glutamate có thể kích hoạt glutamate để tạo ra vị umami mạnh hơn. Hai giả thuyết giải thích về quá trình chuyển hóa vị umami mặn mòi này đã được đưa ra: giả thuyết đầu tiên cho rằng vị umami được chuyển hóa bởi thụ thể kênh ion glutamate loại N-methyl-D-aspartate (NMDA); giả thuyết thứ hai cho rằng vị được chuyển hóa bởi thụ thể glutamate loại metabotropic (taste-mGluR4). Các thụ thể glutamate chuyển hóa như mGluR4 và mGluR1 có thể dễ dàng được kích hoạt ở nồng độ glutamate có trong thực phẩm.